# Marko Laine
Marko Mikael Laine (* 1. Juli 1968 in Tampere) ist ein ehemaliger finnisch-deutscher Basketballspieler.

## Laufbahn
Der 1,95 Meter große Flügelspieler stand in seiner finnischen Heimat in Diensten der Vereine Tampereen Pyrintö und Lahden NMKY, ehe er 1992 nach Deutschland wechselte und in der Saison 1992/93 für den SSV 1846 Ulm in der Basketball-Bundesliga spielte. 1993/94 lief er in der 2. Basketball-Bundesliga für den SV Oberelchingen auf und schaffte als Meister der Südstaffel der zweiten Liga den Bundesliga-Aufstieg. Laine blieb jedoch in der zweiten Liga und folgte dem Oberelchinger Trainer Thomas Benson zur SG Braunschweig. Nachdem er in der Spielzeit 1994/95 die Niedersachsen verstärkte, schloss er sich 1995 dem Bundesliga-Aufsteiger TG Renesas Landshut an. Laines Jahr in Landshut war von Verletzungsproblemen geprägt, die Mannschaft stieg aus der Bundesliga ab.
1996 wechselte er zur DJK Würzburg in die 2. Bundesliga Süd. Mit Würzburg stieg er 1998 in die Basketball-Bundesliga auf, Laine war Kapitän der Mannschaft, zu der neben anderen Dirk Nowitzki, Demond Greene und Robert Garrett gehörten. Im Spieljahr 2000/01 trat Laine, der insbesondere als sicherer Dreierwerfer und als guter Verteidigungsspieler auffiel,  mit Würzburg im europäischen Vereinswettbewerb Korac-Cup an.
Im Juni 2018 wurde der frühere finnische Nationalspieler, der vier A-Länderspiele für sein Land bestritt, mit der TG Würzburg deutscher Meister in der Altersklasse Ü40.